# Дмитриева-Мамонова, Дарья Фёдоровна
Графиня Дарья Фёдоровна Дмитриева-Мамонова (урождённая княжна Щербатова; 29 апреля (10 мая) 1762 — 9 (21) ноября 1801, Москва) —  фрейлина императрицы Екатерины II, жена генерал-адъютанта, действительного камергера графа А. М. Дмитриева-Мамонова.

## Биография
Дочь генерал-поручика князя Фёдора Фёдоровича Щербатова от его первой жены княжны Марии Александровны Бекович-Черкасской. Брак их был несчастлив. Княгиня Щербатова оставила мужа и вернулась с ребенком в дом отца, где вскоре умерла. После смерти деда Дарья Фёдоровна по просьбе тетки, княжны Дарьи Александровны Черкасской, заинтересовавшей Потёмкина в судьбе своей племянницы, была взята Екатериной II во дворец и воспитывалась под присмотром баронессы Мальтиц. 
1 января 1787 года была пожалована во фрейлины. В том же году была раскрыта любовная интрига княжны Щербатовой с английским послом Фитцгербертом, сильно в неё влюбившимся. Кроме того, за нею оказались весьма значительные долги, на сумму до 30 тысяч рублей, а затем началась её любовная история с фаворитом Екатерины II  — графом Александром Матвеевичем Дмитриевым-Мамоновым.  

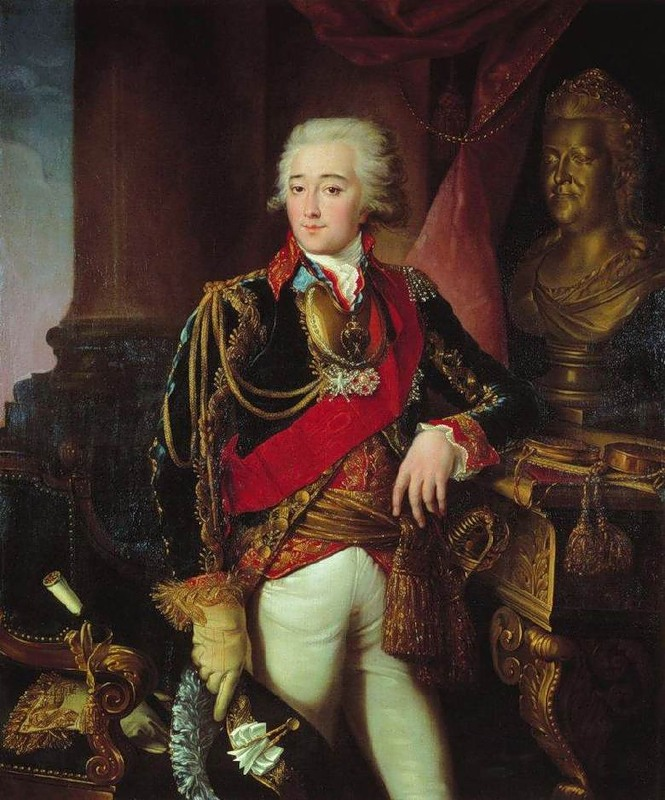
А. М. Дмитриев-Мамонов

Дарья Фёдоровна и Александр Матвеевич познакомились в доме графа Ивана Степановича Рибопьера. Супруги Рибопьер покровительствовали влюбленным. Между ними происходил обмен записок через камер-лакеев, устраивались свидания в саду и во дворце, на которые Мамонов проходил через комнаты фрейлины Шкуриной. Императрица узнала об обмане лишь два года спустя; 18 июня 1789 года, заметив охлаждение фаворита, она
вызвала его на объяснение и предложила «отойти» с почетом, для чего бралась устроить его брак с богатейшей невестой, 13-летнем ребёнком, графиней Брюс. 
Когда Мамонов признался ей, что он уже полтора года как влюблен в княжну Щербатову, которая «его попрекать богатством не будет», и «уже полгода как дал слово жениться», оскорбленная императрица, решила немедленно их обвенчать. 20 июня 1789 года, перед вечерним выходом, Екатерина II сама обручила графа и княжну богатыми перстнями, стоимостью 10 тысяч рублей, а они, «стоя на коленях, — писал Храповицкий в своём дневнике, — плакали, просили прощенья и — прощены». Волнение их было так сильно, что, по рассказу Гарновского, с ними обоими сделался обморок. Бракосочетание состоялось 1 июля в 9 часов вечера, в Царскосельской придворной церкви, в присутствии очень немногих лиц; невеста, по обычаю, убрана была у императрицы, которая благословила её образом, но на свадьбе не присутствовала. На другой день, щедро одаренный фаворит уехал с женою в Москву.

В Москве они жили в собственном доме на Тверской или по большей части уединенно в подмосковной усадьбе Дубровицы. Брак Дарьи Фёдоровны был не из счастливых. Первые годы муж её постоянно болел, хандрил, просился у императрицы назад в Петербург и выражал даже готовность оставить для этого семью. Граф Мамонов не выходил из памяти Екатерины II.  В ноябре 1789 года в «Записках» Михаила Гарновского отмечено:
«…отправить к графу продолжение эрмитажных сочинений и несколько вышедших эстампов. Граф благодарил государыню за сей подарок письмом».
Потёмкин писал императрице, что Мамонов «не был счастлив, с ума сошёл, дерётся с женой», бранит жену, что старики его родители «невесткой недовольны». «Он не может быть счастлив, — писала Екатерина II, — разница ходить с кем по саду и видеться на четверть часа, или жить вместе. Да и что может быть хуже положения человека, одаренного умом и имеющего познания, как очутиться в тридцать лет в деревни с женой брюзгой и капризной, которую он ежедневно попрекает, что остался один с ней и для неё». Позже супруги были изображены Екатериной II в сатирической поэме: «Параша и Саша».
Графиня Мамонова скончалась в Москве 9 ноября 1801 года и была похоронена в Донском монастыре. 

## Дети
В браке Мамоновы имели 2 сына и 2 дочери:
- Матвей (1790—1863), генерал-майор, литератор.
- Анна (17 ноября 1791, Москва[12] — 1 сентября 1804, Москва), похоронена в Донском монастыре [13]. С раннего детства графиня Анна часто становилась восприемницей при крещении девочек у прислуги в доме своего отца[14][15]. Несомненно, на крестинах Анна сидела на самом почётном месте и получала поздравления и подарки.
- Фёдор (7 июня 1793, Москва[16] — 28 сентября 1797, Москва), похоронен в Донском монастыре[17].
- Марья (1794—1848), фрейлина, умерла незамужней.